# Eusebi Jover i Marquet
Eusebi Jover i Marquet (Terrassa, 1839 - Barcelona, 1919) fou un advocat i polític català, germà del regidor terrassenc Jaume Jover i Marquet.
Llicenciat en dret, milità de ben jove a les files republicanes. Participà activament en la revolució de 1868 i fou nomenat regidor de Barcelona el 1869-1870. Després fou membre de la Diputació de Barcelona el 1872-1873, i de la mà de Manuel Ruiz Zorrilla va ingressar durant la Restauració borbònica al Partit Republicà Progressista, del qual en fou el cap a Catalunya.
El 1901 va apadrinar l'establiment d'Alejandro Lerroux a Barcelona, però trencà amb ell per a incorporar-se a la Unió Republicana, que després es va adherir a la Solidaritat Catalana, amb la qual fou elegit senador per la província de Lleida el 1907.